# Zamek średniowieczny na Ślęży

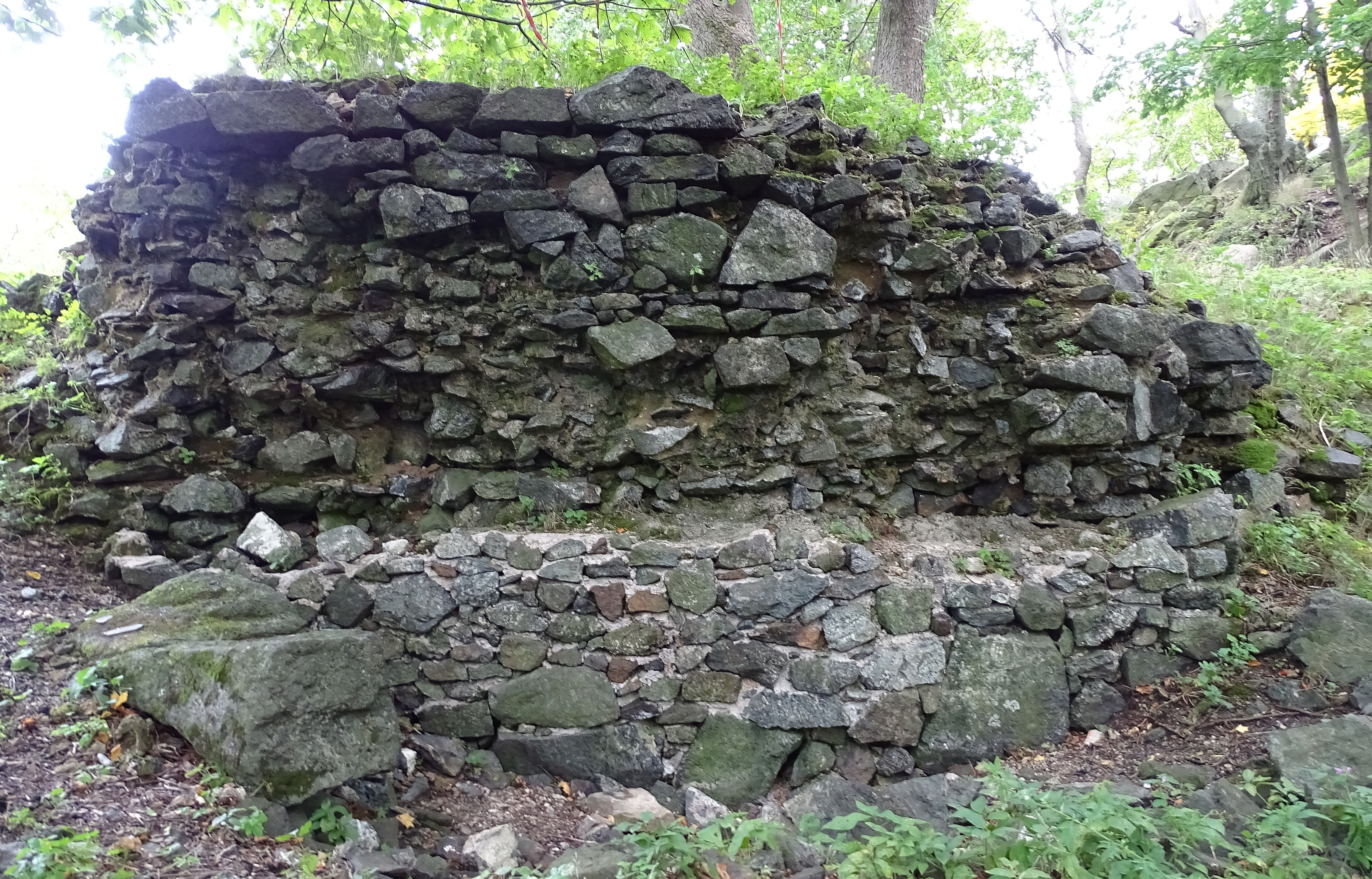
Fragment muru zamku na szczycie Ślęży, na SSE od kościoła.

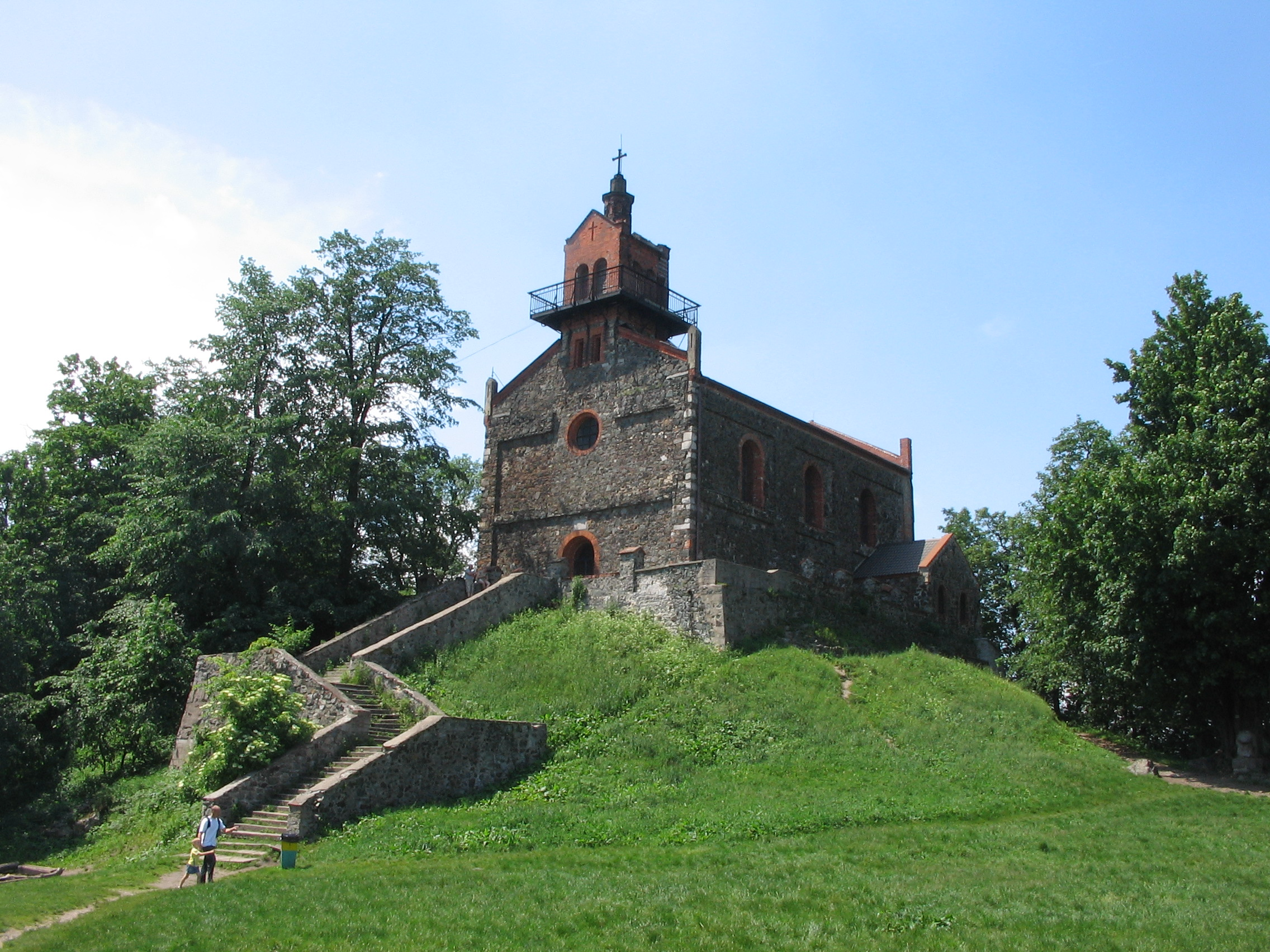
Kościół Nawiedzenia Najświętszej Maryi Panny na Ślęży wzniesiony na murach północnej części zamku średniowiecznego

Zamek średniowieczny na Ślęży – zamek położony na szczycie góry Ślęży, funkcjonujący co najmniej od XIII w. do zniszczenia w 1471 r. Do współczesności przetrwały niewielkie ruiny. 
Pierwsze budowle mieszkalne powstały na szczycie Ślęży we wczesnym średniowieczu, jednak ich dokładne wydatowanie i funkcja nie są pewne, rozpatruje się na podstawie wzmianek w źródłach średniowiecznych ulokowanie tu grodu kasztelańskiego i/lub klasztoru augustiańskiego.
Książęcy zamek późnośredniowieczny na Ślęży powstawał dwukrotnie: u schyłku XIII w. oraz w latach 1343-1353 z rozkazu księcia Bolka II. W roku 1428 dostał się we władanie husytów, jednak jeszcze w tym samym roku lub następnym odbiły go oddziały wystawione przez miasta Wrocław oraz Świdnica. W 1471 zajęła go banda rycerzy-rozbójników, przeciw którym ruszyły w 1471 r. ponownie wojska Wrocławia i Świdnicy wsparte przez oddział przysłany przez Zygmunta Jagiellończyka. Efektem udanego oblężenia było zniszczenie zamku, którego już nie odbudowano.   
Drugi zamek późnośredniowieczny na Ślęży (z XIV w.) wzniesiono z kamienia, na planie nieregularnym, ale zbliżonym do trapezu, na częściowo sztucznym spłaszczeniu na wysokości 700–702 m n.p.m. Miał on długość 50 m, a szerokość w najszerszym miejscu ok. 35 m. W trakcie badań archeologicznych prowadzonych od 1998 do 2006 roku udokumentowano przebieg murów obwodowych z bloków gabra, a także odkryto pozostałości pięciu budynków przylegających do wewnętrznej strony zachodniej, północnej i wschodniej partii murów obronnych. Relikty trzech z nich znajdują się współcześnie pod  kościołem augustiańskim, wzniesionym w latach 1698 - 1702 w północnej części dawnego zamku, częściowo na jego murach. Największy z tych trzech budynków interpretowany jest jako przypuszczalny podpiwniczony pałac o rozmiarach ok. 22 na 10 m, funkcja pozostałych czterech budowli nie jest ustalona. Obecność wieży znana jest z dokumentu z roku 1543 informującego o jej zawaleniu, jednak nie udało się dotychczas w sposób pewny zidentyfikować jej pozostałości. Ww. badania archeologiczne lat 1998 - 2006 ujawniły też pod przednią częścią nowożytnego kościoła pozostałości kamiennych murów starszych od murów pierwszej fazy zamku, ponadto fragment rzeźby z wczesnego średniowiecza, a w samych murach pierwszej fazy zamku i murach kościoła stwierdzono wtórnie wykorzystane detale architektoniczne i obrobione bloki skalne. Wszystkie te znaleziska wiąże się przypuszczalnie z rozebraną w czasie wznoszenia zamku budowlą wczesnośredniowieczną, być może świątynią.